# متیو تاک
متیو "مت" تاک (انگلیسی: Matthew Tuck؛ زادهٔ ۲۰ ژانویهٔ ۱۹۸۰) موسیقی‌دان اهل ولز است. او خواننده اصلی و ریتم گیتاریست گروه هوی متال بولت فور مای ولنتاین است. او و سه تن دیگر در سال ۱۹۹۸ گروه جف کیلد جان را تشکیل دادند و بعد از رفتن نیک کرندل، بیسیست گروه، در سال ۲۰۰۳ نام بند را به بولت فور مای ولنتاین تغییر دادند.
او در سال ۲۰۱۳ با چارلی بیدل بعد از ۸ سال رابطه ازدواج کرد.آنها دو پسر دارند و در اوایل سال ۲۰۱۶ از هم جدا شدند ولی در سال ۲۰۱۸ دوباره آشتی کردند.